# Malînivka, Pustomîtî
Malînivka (în ucraineană Малинівка) este un sat în comuna Mistkî din raionul Pustomîtî, regiunea Liov, Ucraina.

## Demografie
Componența lingvistică a localității Malînivka
     Ucraineană (100%)
Conform recensământului din 2001, toată populația localității Malînivka era vorbitoare de ucraineană (100%).